# Sân bay quốc tế Kinshasa
Sân bay quốc tế N'Djili (IATA: FIH, ICAO: FZAA), cũng gọi là Sân bay quốc tế Kinshasa, phục vụ thành phố Kinshasa và là sân bay lớn nhất trong bốn sân bay quốc tế của  Cộng hòa Dân chủ Congo. Đây là sân bay trung tâm của 3 hãng hàng không lớn nhất quốc gia này là Bravo Air Congo, Hewa Bora Airways và Wimbi Dira Airways.
Năm 2004, sân bay này phục vụ 516.345 khách (+17.9% so với năm 2003).

## Các hãng hàng không và các điểm đến
- Air France (Paris-Charles de Gaulle)
- Air Zimbabwe (Harare, Lubumbashi)
- Brussels Airlines (Brussels)
- Business Aviation (Brazzaville, Pointe-Noire)
- Compagnie Africaine d'Aviation (Basankusu, Bumba, Goma, Kalemie, Kananga, Kikwit, Kinshasa, Kisangani, Lisala, Lodja, Lubumbashi, Mbandaka, Mbuji Mayi, Tshikapa)
- Ethiopian Airlines (Addis Ababa)
- Hewa Bora Airways (Brussels, Douala, Johannesburg, Lagos, Lomé, Lubumbashi, Mbuji Mayi)
- Lignes Aeriennes Congolaises (Bunia, Lubumbashi)
- Kenya Airways (Nairobi)
- Royal Air Maroc (Casablanca)
- South African Airways (Johannesburg)
- TAAG Angola Airlines (Luanda)
- Trans Service Airlift
- Wimbi Dira Airways (Brazzaville, Johannesburg, Lusaka, Nairobi, Pointe-Noire)